# Kama Chinen
Kama Chinen  (知念カマ?, Chinen Kama) (Okinawa, 10 maggio 1895 – Nanjō, 2 maggio 2010) è stata una supercentenaria giapponese, vissuta 114 anni e 357 giorni.
Detenne il titolo di Decana dell'umanità dall'11 settembre 2009 alla sua morte.
Alla sua morte risultava essere la 26ª persona verificata più longeva mai vissuta, nonché l'essere umano documentato più anziano mai nato e morto nella Blue Zone di Okinawa, titolo che detiene tuttora.

## Persona più longeva vivente
A lungo il nome di Kama Chinen non fu diffuso per volontà della famiglia; l'11 settembre 2009, tuttavia, alla morte della 115enne statunitense Gertrude Baines, nata il 6 aprile 1894, l'informazione divenne pubblica, ed ella venne riconosciuta dal Guinness World Records come l'individuo più longevo vivente (precedentemente Chiyo Shiraishi era stata indicata come possibile Decana).
Trascorse i suoi ultimi anni in sedia a rotelle, per quanto, secondo le informazioni diffuse dal Ministero della Salute, del Lavoro e del Welfare del Giappone, amasse uscire al di fuori della casa di riposo in cui risiedeva con un'infermiera.
Kama Chinen morì alle 16:40 del 2 maggio 2010, a soli 8 giorni dal proprio 115º compleanno, nella città di Nanjō, Prefettura di Okinawa. Alla sua morte la persona vivente più longeva divenne Eugénie Blanchard, mentre il titolo di Decana del Giappone fu ereditato da Chiyono Hasegawa.

## Traguardi di longevità
- 5 aprile 2008: alla morte della 113enne Kaku Yamanaka, proveniente dalla Prefettura di Aichi, Kama Chinen, all'età di 112 anni e 331 giorni diviene la persona vivente più anziana del Giappone.
- 20 settembre 2008: l'età di Kama Chinen (113 anni e 133 giorni) viene ufficialmente confermata dal Gerontology Research Group, principale fonte del Guinness dei Primati per quanto riguarda la longevità.
- 11 settembre 2009: al decesso della 115enne statunitense Gertrude Baines, Kama Chinen, all'età di 114 anni e 124 giorni, diviene la persona più anziana vivente la cui età sia stata verificata.
- 2 maggio 2010: Kama Chinen muore, a 8 giorni dal suo 115º compleanno. Il titolo di Decana dell'umanità passa alla francese Eugénie Blanchard, di quasi un anno più "giovane"[2].